# Erigone (figlia d'Icario)

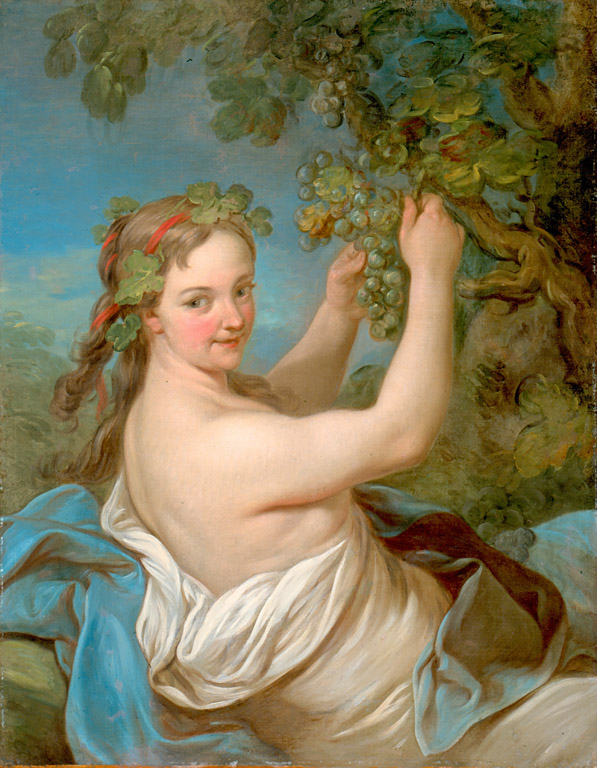
Erigone de Charles-André van Loo (1747).

Erigone è una figura mitologica, figlia di Icario ateniese.

## Il mito
Secondo il mito, Dioniso venne ospitato da Icario e, per ringraziarlo, gli insegnò la coltivazione della vite e gli consegnò degli otri di vino. Icario distribuì il regalo ai concittadini, che conseguentemente si ubriacarono e, non conoscendo la sostanza, ritennero di essere stati avvelenati: per questo motivo lo uccisero (secondo lo Pseudo-Plutarco tramite lapidazione, secondo Igino tramite bastonate). Una volta che la figlia, Erigone, scoprì il fatto (tramite il cane Mera, che la portò sul luogo) si impiccò all'albero sotto cui era la salma del genitore. Il cane, per espiare la propria colpa, si gettò in un pozzo di nome "Anigro". Una tradizione posteriore farebbe intuire che Dioniso avrebbe anche sedotto Erigone. Secondo la mitologia astronomica Erigone si trasformò nella costellazione della Vergine (costellazione), Mera nel Cane maggiore (o minore) e Icario in Boote.